# Sebastian Leipold
Sebastian Leipold (* 31. August 1983 in Schwerin) ist ein deutscher Volleyballtrainer.

## Karriere
Das Volleyball spielen erlernte Leipold in seiner Heimatstadt Schwerin beim Schweriner SC. Seit 2005 übt er Betreuerfunktionen im Volleyball aus. Mit dem Schweriner SC konnte er den DVV-Pokal gewinnen.  2010 wurde er Co-Trainer bei VT Aurubis Hamburg.  Zur Saison 2012/13 wurde er Chef-Trainer der zweiten Hamburger-Mannschaft in der 2. Bundesliga Nord. Mit dem Team erreichte er am Saisonende den neunten Tabellenplatz.
Zur Saison 2013/14 übernahm Leipold das Amt des Chef-Trainers der VolleyStars Thüringen, die vorher unter dem Namen VfB 91 Suhl in der Volleyball-Bundesliga aktiv waren. Leipold wurde damit Nachfolger von Felix Koslowski, den er noch aus seiner Zeit in Schwerin kennt und zu dem er ein freundschaftliches Verhältnis pflegt. Zusammen mit Leipold wechselten auch die Spielerinnen Vendula Měrková und Mareike Hindriksen von Hamburg nach Suhl. In seiner ersten Saison in Thüringen konnte er mit seinem Team sogleich ins Pokalfinale des DVV-Pokals einziehen. Im Halbfinale setzte man sich dabei gegen den Titelverteidiger und neuen Verein Koslowskis – Schweriner SC –  mit 3:1 Sätzen durch.
Leipold ist verheiratet und hat einen Sohn. Seine Frau ist Leistungssportlerin im Leichtathletik Bereich.